# Daniel Webster Jones

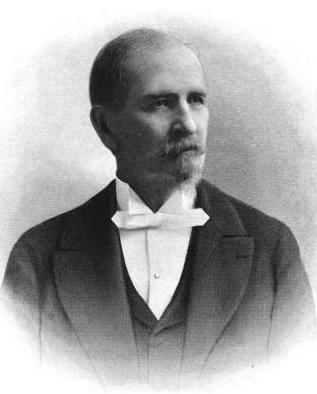
Daniel Webster Jones

Daniel Webster Jones (* 15. Dezember 1839 im Bowie County, Texas; † 25. Dezember 1918 in Little Rock, Arkansas) war ein US-amerikanischer Politiker und zwischen 1897 und 1901 Gouverneur von Arkansas.

## Frühe Jahre
Bereits im Jahr 1840 kam Jones mit seinen Eltern nach Washington in Arkansas. Dort besuchte der junge Daniels die Washington Academy. Später studierte er Jura. Beim Ausbruch des Amerikanischen Bürgerkriegs trat er der Armee der Konföderation bei. Im Verlauf des Krieges wurde er verwundet, geriet in Kriegsgefangenschaft, wurde wieder ausgetauscht und stieg bis zum Oberst (Colonel) auf. Er sollte später der letzte Gouverneur von Arkansas sein, der noch im Bürgerkrieg gekämpft hat. 

## Politischer Aufstieg
Im Jahr 1874 wurde Jones Staatsanwalt im Neunten Gerichtsbezirk von Arkansas. In den Jahren 1876 und 1880 war er für die Demokratische Partei Wahlmann bei den Präsidentschaftswahlen. Zwischen 1884 und 1886 war Jones Justizminister (Attorney General) von Arkansas. In diesem Amt hat er laut der Arkansas Encyclopedia die Interessen der Eisenbahngesellschaften vertreten. Nach seiner Zeit als Justizminister war er als Anwalt tätig, ehe er 1890 in das Repräsentantenhaus von Arkansas gewählt wurde. Im Jahr 1895 wurde er Anwalt einer Eisenbahngesellschaft, deren Interessen er nun vertrat. Er schloss sich bewusst nicht der populistischen Bewegung jener Jahre an. Trotzdem wurde er im Jahr 1896 von seiner Demokratischen Partei zum Spitzenkandidaten für die Gouverneurswahlen nominiert.

## Gouverneur von Arkansas
Jones trat sein neues Amt am 18. Januar 1897 an. Nach seiner Wiederwahl im Jahr 1898 konnte er insgesamt vier Jahre amtieren. In seiner Amtszeit wurden die Gelder für den Bau eines neuen Kapitols in der Hauptstadt zur Verfügung gestellt. Die Schulbücher in Arkansas wurden damals vereinheitlicht. Andere Pläne blieben in der Legislative hängen. Auch die Forderung der Industrie und der Farmer nach niedrigeren Eisenbahntarifen blieben unerhört. 

## Weiterer Lebensweg
Bereits vor Ablauf seiner Amtszeit hat Jones einen erfolglosen Versuch unternommen in den US-Kongress gewählt zu werden. Danach war er wieder als Anwalt tätig. Im Jahr 1914 wurde er nochmals in das Abgeordnetenhaus von Arkansas gewählt. Daniel Jones starb an Weihnachten 1918. Er war mit Maggie P. Hadley verheiratet, mit der er fünf Kinder hatte.